# FUJIYAMA FIGHT CLUB
『FUJIYAMA FIGHT CLUB』（フジヤマ・ファイト・クラブ）は、フジテレビで放送されている格闘技情報番組である。2015年10月17日に放送開始し、2015年12月26日を以って放送終了したが、2016年4月30日に放送再開した。2017年12月29日で第2期の放送を終了した。

## 概要
- 2015年の12月29日ならびに31日に行われたRIZINの旗揚げ興行「RIZIN FIGHTING WORLD GRAND-PRIX 2015」の地上波放送を盛り上げるべく、RIZINを中心に世界の格闘技情報を伝える番組。2016年4月より週1回の30分番組として復活した。
- 2016年12月31日にプロレスラーの堀田祐美子がギャビ・ガルシアに惨敗した事をきっかけに、翌2017年からミニコーナー「連続ジョシカク小説「誰がギャビを殺るのか」」がスタートし、以降不定期に放送されていた。
- 2016年4月30日放送分より月1回放送時間を拡大し「UFC TIME」としてUFC情報を伝えていたが[1]、2017年4月21日放送分より月1回の1時間番組として独立。FUJIYAMAの2期終了後も月1回で放送を続けていたが、2018年3月16日の放送をもって終了した。

## 放送時間
- 2015年10月17日 - 2015年12月26日：土曜日 1:55 - 2:25（金曜深夜）
- 2016年4月30日 - 9月：土曜日 1:25 - 1:55（金曜深夜）
- 2016年10月 - 2016年12月：土曜日 1:15 - 1:45（金曜深夜）
- 2017年1月 - 12月：土曜日 0:55 - 1:25（金曜深夜）

## ネット局
| 放送対象地域 | 放送局              | 系列           | 放送開始日時   | 放送時間                     | 備考        |
| ------------ | ------------------- | -------------- | -------------- | ---------------------------- | ----------- |
| 関東広域圏   | フジテレビ（CX）    | フジテレビ系列 | 2015年10月17日 | 土曜 0:55 - 1:25（金曜深夜） | 制作局      |
| 福岡県       | テレビ西日本（TNC） | フジテレビ系列 | 2017年9月2日   | 土曜 1:25 - 1:55（金曜深夜） | 30分遅れ[2] |

## 出演
- 高田延彦
- ケンドーコバヤシ
- おのののか
- 朝比奈彩
- AK-69（K-1スペシャル・ナレーター）

連続ジョシカク小説「誰がギャビを殺るのか」出演者
- 神取忍
- 堀田祐美子
- 井上貴子
- KINGレイナ
- 世志琥
- シーザー武志
- ブル中野

UFC TIME出演者
- 中村アン（MC）
- 中井祐樹（コメンテーター）
- 宇野薫（コメンテーター）
- バッキー木場（ナレーター）

## スタッフ
•=2016年4月以降に加入した者
○=•以降 - 2017年8月時点に加入した者
- ナレーター：立木文彦
- 構成：村上卓史、大井洋一
- CAM：小野寺和則
- AUD：大村直之、増田周生
- タイトルCG：神保聡、山田益弘
- TK：楮本真澄•
- 音響効果：山本達也○
- 編集：木村雅史•増田徳樹•小川将司•
- MA：民幸之助
- 美術プロデューサー：木村文洋
- デザイン：鈴木賢太
- 美術進行：椛田学
- ロケ技術：クラフトフィールド
- 美術協力：フジアール
- 協力：RIZIN FIGHTING実行委員会
- 広報宣伝：鈴木文太郎○
- 制作デスク：古賀美由紀•
- 編成：清水泰貴•
- AD：沼元善紀•、鈴木圭一朗
- AP：橋本淳也○
- ディレクター：香川春太郎、市丸信也•、檜垣和孝、上西佑典•、小林正彦•、佐々木堅人○
- 演出：佐藤大輔
- プロデューサー：若林美樹•、速水大介○、河本晃典、竹岡直弘○
- チーフプロデューサー：浜野貴敏
- 制作協力：佐藤映像、オフィスながも
- 制作：フジテレビ 編成局制作センター第二制作室（2017年6月末までは制作局第二制作センター）
- 制作著作：フジテレビ

### 過去のスタッフ
- 音響効果：松長芳樹、太田光則•
- 編集：渡辺寛樹
- 広報：片山正康
- 制作デスク：北山美由紀、北澤美名
- 編成：矢野哲慈
- AD：塩崎拓哉
- AP：小塚裕太郎
- ディレクター：山田賢太郎、神田真一、柴田琢朗•
- プロデューサー：永盛健之
- 制作協力：D：COMPLEX